# Open Piano for Refugees
Open Piano for Refugees ist ein gemeinnütziger österreichischer Verein mit Sitz in Wien, der durch frei zugängliche Klavierflügel im öffentlichen Raum sowie durch die Soziale Musikschule DoReMi musikalische Bildung, interkulturellen Dialog und gesellschaftliche Teilhabe fördert. In 2016 gegründet, ist der Verein im gesamten deutschsprachigen Raum sowie vereinzelt international tätig.

### Geschichte
2016 wurde das erste Open Piano am Platz der Menschenrechte in Wien organisiert. Aufgrund des Erfolges folgten weitere Veranstaltungen, aus denen sich der Verein Open Piano for Refugees entwickelte. 2018 wurde die soziale Musikschule DoReMi gegründet, um leistbaren Musikunterricht für Menschen unabhängig von finanziellen Möglichkeiten anzubieten.

### Konzept
Open Piano Events bestehen aus frei zugänglichen, hochwertigen Konzertflügeln an öffentlichen Plätzen, an denen PassantInnen spontan spielen und zuhören können. Ziel ist die Begegnung über soziale, kulturelle und sprachliche Grenzen hinweg.
Die Soziale Musikschule DoReMi arbeitet nach einem „Zahl-so-viel-du-kannst“-Modell, bei dem einkommensstarke Personen höhere Beiträge leisten, um einkommensschwachen Personen den Unterricht zu ermöglichen. Der Unterricht erfolgt in Paaren von Personen mit unterschiedlichem kulturellen und sozialen Hintergrund. Angeboten werden insgesamt 14 verschiedene Instrumente, unter anderem Klavier, Gitarre, Geige, orientalischer Gesang, Oud, Saz, Percussion, E-Bass, Saxofon und Chorgesang.
Zusätzlich vermittelt der Verein Auftrittsmöglichkeiten für Lehrkräfte und SchülerInnen, um wirtschaftliche Integration und künstlerische Karrieren zu fördern.

### Wirkung und Reichweite
Seit 2016 organisierte der Verein über 1.200 Open Piano Tage an mehr als 140 Standorten in etwa 40 Städten und sechs Ländern. Die Musikschule DoReMi verzeichnete 2024 rund 180 Schüler aus über 20 Ländern und mehr als 20 angestellte Lehrkräfte.
Laut eigener Wirkungsanalyse gaben 81 % der DoReMi-SchülerInnen an, ohne das Angebot niemals ein Instrument gelernt oder den Musikunterricht wieder aufgenommen zu haben; 70 % fühlten sich besser in die österreichische Gesellschaft integriert.

### Auszeichnungen und Medienpräsenz
- Peter-Pichler-Preis der MEGA Bildungsstiftung (2024)
- “Österreicher*in des Jahres” - Kategorie “Humanitäres Engagement” (Die Presse, 2023)
- Ort des Respekts - “Sonderpreis Bildung” (2022)
- Vorarlberger des Jahres in Wien (2019)
- FOUND! Award (2019)
- NEXT Award (2018)
- Internationale Berichterstattung, unter anderem durch den japanischen Fernsehsender NHK.
- Langjährige Kooperationen mit Klavierhändlern, Kommunen, Stiftungen und Unternehmen.

### Finanzierung
Die Arbeit wird zu rund 59 % aus Spenden und zu etwa 34 % aus öffentlichen Mitteln finanziert, unter anderem durch die Stadt Wien (MA13) sowie Kulturämter. Weitere Mittel stammen von Stiftungen, Vereinen und privaten Spendern.